# Список програмного забезпечення для редагування відео
Мультимедіа — це поєднання різних засобів подання інформації (повідомлень). Об'єкти мультимедії — текст, графічне зображення, аудіо та відео.
Відеофайл — це тип файлу для зберігання цифрових відеоданих у комп'ютерній системі. Формати відеофайлів — FLV, AVI, MP4, WMV та інші.

## Програми опрацювання відео
| Призначення                    | Приклади програм | Примітки |
| ------------------------------ | --- | --- |
| Програми для перегляду відео   | Winamp, Media Player Classic, FLV Player, Qick Time, | Більшість з них можуть відтворювати і відео, і звукові дані.                                                                                |
| Програми для запису відео      | Програми для запису ще називають граберами ці рекордерами | |
| Програми для конвертації відео | Hamster Free Video Converter, AVS Video Converter, Any Video Converter Free, Super | |
| Відеоредактори                 | Open Shot, Shotcut video editor, Virtual Dub, ZSA Video Editor, Відеоредактор, Sony Vegas Pro, Movavi, Avidemux, AVS Video Editor, Pinnacle Studio, Camtasik Studio, Adobe After Effects, Clipchamp | Clipchamp безкоштовний відеоредактор |
| Відеостудії                    | Windows Movie Maker, Pinnacle Studio, Kino, Adobe Premier Pro, Avid Media Composer | Мультимедійні студії — це багатофункціональні програми, які мають розширений набір інструментів і використовуються в професійній діяльності |

## Список онлайнових відеоредакторів
- Online Video Cutter[2]
- ClipChamp[3]
- WeVideo[4]
- Wideo[5]
- PowToon[6]
- Video Toolbox[7]
- Kizoa[8]
- Hippo Video[9]